# Gumelar (Gumelar)
Gumelar is een bestuurslaag in het regentschap Banyumas van de provincie Midden-Java, Indonesië. Gumelar telt 8325 inwoners (volkstelling 2010).